# Smardzewo (wieś w powiecie płońskim)
Smardzewo – wieś sołecka w Polsce położona w województwie mazowieckim, w powiecie płońskim, w gminie Sochocin.
Do 1870 istniała gmina Smardzewo.
W latach 1975–1998 miejscowość należała administracyjnie do województwa ciechanowskiego.
We wsi znajduje się parafia pw. św. Stanisława Kostki.